# Metronome (jealkbの曲)
「metronome」（メトロノーム）は、日本のヴィジュアル系ロックバンド、jealkbのインディーズ1stシングル。2006年5月31日発売。発売元はjkb records/R and C Ltd.。

## 概要
ロンドンブーツ1号2号の田村淳がhaderuとして活動しているバンドの記念すべきインディーズデビュー作品。

## 収録曲
1. metronome（メトロノーム）
  - 作詞・作曲:haderu

インディーズ1stアルバムROSESでは、「metronome (album vox)」としてリメイクされている。
2. Love balance（ラブ・バランス）
  - 作詞:haderu / 作曲:elsa